# Lidia Bierka
Lidia Bierka, po mężu Frank (ur. 13 sierpnia 1960) – polska lekkoatletka, specjalizująca się w siedmioboju, mistrzyni i reprezentantka Polski.

## Kariera sportowa
Była zawodniczką Gryfa Słupsk.
Na mistrzostwach Polski seniorek na otwartym stadionie zdobyła sześć medali: trzy złote w siedmioboju (1985, 1986, 1989), srebrny w siedmioboju w 1984 i dwa brązowe w skoku w dal w 1984 i 1989. W halowych mistrzostwach Polski zdobyła również sześć medali: dwa złote w pięcioboju (1987, 1988), srebrny w pięcioboju w 1983, dwa brązowe w pięcioboju (1982, 1984 i brązowy w skoku w dal w 1984.
Dwukrotnie reprezentowała Polskę na zawodach Pucharze Europy w wielobojach. W 1985 wystąpiła w zawodach grupy C, zajmując 2. miejsce z wynikiem 5643 (Polska zajęła 1. miejsce drużynowo), w 1989 zajęła z wynikiem 5530 13. miejsce w zawodach grupy B (Polska zajęła 2. miejsce drużynowo).
Rekord życiowy w skoku w dal: 6,66 (7.09.1986), w siedmioboju: 6125 (3.08.1986).
Jej synem jest koszykarz Rafał Frank.